# Етеокле (Андрејев син)
Етеокле (грч. Ἐτεοκλῆς) је у грчкој митологији био краљ Беотије.

## Етимологија
Име Етеокле има значење „истинска слава“.

## Митологија
Теокрит је писао како је Етеокле био један од ранијих краљева Орхомена у Беотији и да је уз помоћ извесног Ергина, који је из освете због убиства оца, потчинио Тебу Орхомену, што је био разлог за мржњу становника Тебе према Орхомену. Према Паусанији, Етеокле је био Андрејев и Евипин син, мада се као његов отац помињао и речни бог Кефис. Етеокле је умро без деце, тако да је Алмова породица преузела власт. Њему се приписује да је први принео жртву Харитама, односно да је у беотском Орхомену први успоставио њихов култ и ту је најстарије светилиште ових божанстава. Поштоване су у виду три црна камена која су, у време Етеокла, наводно пала са неба.